# جاش مولین
جاش مولین (انگلیسی: Josh Mullin؛ زادهٔ ۲۳ سپتامبر ۱۹۹۲) بازیکن فوتبال است.
از باشگاه‌هایی که در آن بازی کرده است می‌توان به باشگاه فوتبال ایست استایلینگشا اشاره کرد.